# التلون دليلا للاصطفاء الطبيعي

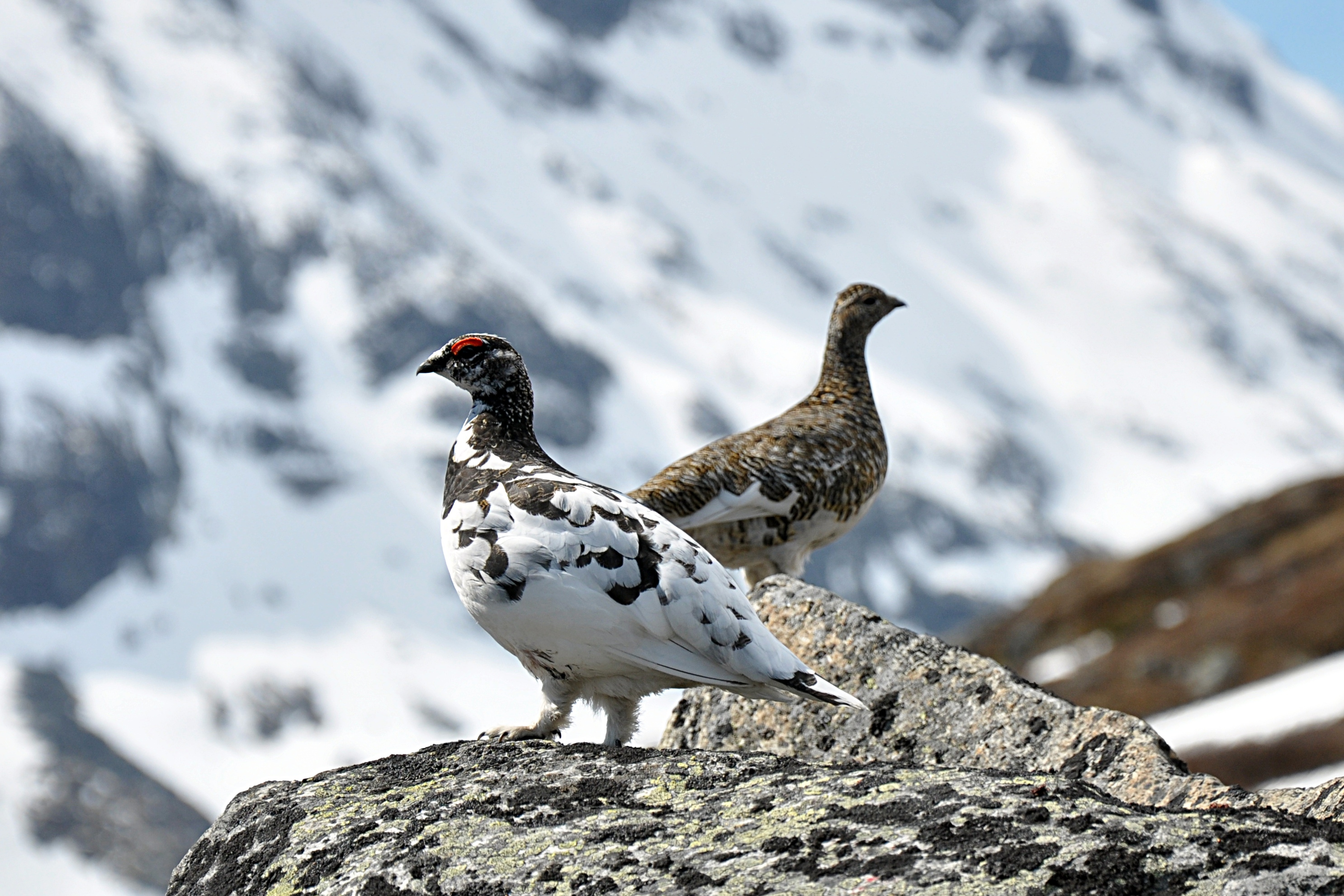
دفع الاصطفاء الطبيعي ترمجان الصخر إلى تغيير تمويه الثلوج في الشتاء إلى تمويه متجانس ليناسب الأراضي البرية في الصيف

قدم تلوّن الحيوانات أدلة مبكرة ومهمة للتطور عن طريق الاصطفاء الطبيعي، في وقت لم يكن هناك دليل مباشر متاح. اكتُشفت ثلاث وظائف رئيسية للتلوّن في النصف الثاني من القرن التاسع عشر، واستُخدمت لاحقًا كدليل على الاصطفاء الطبيعي، وهي: التمويه (التلوّن الوقائي)، والتنكر (عبر كل من محاكاة باتيسيان ومحاكاة مولريان)، والتحذير اللوني.
نُشر كتاب تشارلز داروين «أصل الأنواع» في عام 1859، الذي يجادل فيه عن الأدلة القرينة بأن الاصطفاء من قبل البشر المربين يمكن أن يُحدث تغيير، وأنه نظرًا لوجود صراع واضح من أجل الوجود، يجب أن يحدث الاصطفاء الطبيعي. لكنه كان يفتقر إلى تفسير لذلك اعتمادًا على الاختلاف الوراثي أو الوراثة، اللذان يُعتبران أمران ضروريان لإثبات النظرية. بناءً على ذلك، فكر علماء الأحياء في العديد من النظريات البديلة، مهددين بذلك بالقضاء على نظرية التطور الداروينية.
قدّم بعض معاصري داروين بعض الأدلة الأولى لإثبات النظرية، مثل عالمَي الطبيعة هنري والتر بيتس وفريتز مولر، اللذَين وصفا أشكال التنكر (التي تحمل الآن اسميهما)، بناءً على ملاحظاتهم عن الفراشات الاستوائية. يمكن تفسير هذه الأنماط المحددة للغاية من التلوّن بسهولة من خلال الاصطفاء الطبيعي، فالحيوانات المفترسة مثل الطيور التي تصطاد عبر رؤية فريستها غالبًا ما تصطاد وتقتل الحشرات التي تكون أنماط تنكرها أقل جودة من غيرها، لكن من الصعب تفسير هذه الأنماط. سعى الداروينيون مثل ألفريد راسل والاس وإدوارد باجنال بولتون، إضافة إلى هيو كوت وبرنارد كيتويل في القرن العشرين، إلى الحصول على دليل على أن الاصطفاء الطبيعي كان يحدث. لاحظ والاس أن التمويه الثلجي، وخاصة الريش والفرو الذي يتغير مع الفصول يقترح تفسيرًا واضحًا كأحد أشكال التكيف عبر الإخفاء. استخدم كتاب بولتون «ألوان الحيوانات» في عام 1890، والذي كُتب خلال فترة كسوف الداروينية، جميع أشكال التلوّن عند الحيوانات للدفاع عن أسباب الاصطفاء الطبيعي. وصف كوت العديد من أنواع التمويه، وعلى وجه الخصوص رسوماته التي وضحت أشكال التلون المنتشر المتجانس في الضفادع، أقنع كل ذلك علماء الأحياء الآخرين بأن هذه العلامات الخادعة كانت نتاجًا للاصطفاء الطبيعي. أجرى كيتلويل تجارب على تطور العثة المفلفلة، موضحًا أن الأنواع قد تكيفت التلوث البيئي، قدم هذا دليلًا دامغًا على التطور الدارويني.

## السياق

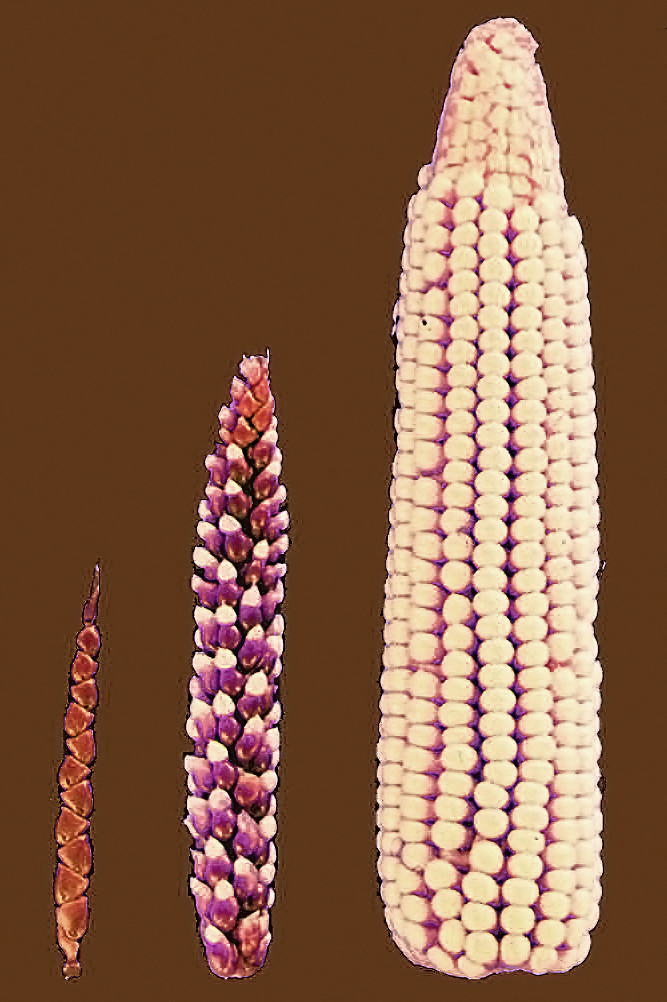
حوّل الاصطفاء الاصطناعي أشواك الذرة الصفراء (على اليسار) إلى الذرة الحديث (على اليمين). رأى داروين أن التطور يعمل بالطريقة نفسها.

نشر تشارلز داروين كتاب أصل الأنواع في عام 1859، يجادل فيه بأن التطور في الطبيعة يجب أن يكون مدفوعًا بالاصطفاء الطبيعي، تمامًا كما كانت سلالات الحيوانات الأليفة وأصناف نباتات المحاصيل مدفوعة بالاصطفاء الاصطناعي. غيرت نظرية داروين بشكل جذري الرأي الشعبي والعلمي حول تطور الحياة. ومع ذلك، فقد افتقر إلى الأدلة والتفسيرات لبعض المكونات الحاسمة للعملية التطورية. لم تستطع تفسير مصدر الاختلاف في السمات داخل الأنواع، ولم تملك معلومات عن أي آلية وراثية يمكنها نقل السمات بأمانة من جيل إلى جيل، مما جعل نظريته ضعيفة. كان هناك نظريات بديلة خلال فترة كسوف الداروينية. وهكذا بحث علماء الطبيعة في المجال الدارويني مثل والاس وبيتس ومولر عن دليل واضح على حدوث الاصطفاء الطبيعي بالفعل. سرعان ما قدم تلوّن الحيوانات، الذي يمكن ملاحظته بسهولة، أدلة قوية ومستقلة، مثل التمويه والتنكر والتحذير اللوني، أكدت هذه الأدلة بأن الاصطفاء الطبيعي حدث بالفعل. كتب مؤرخ العلوم بيتر ج. بولر عن نظرية داروين:
«امتدّت أيضًا لتشمل الموضوعات الأوسع المتمثلة في التمويه والتنكر، وكان هذا أكبر انتصار لها في شرح التكيفات».

## التمويه

### التمويه الثلجي

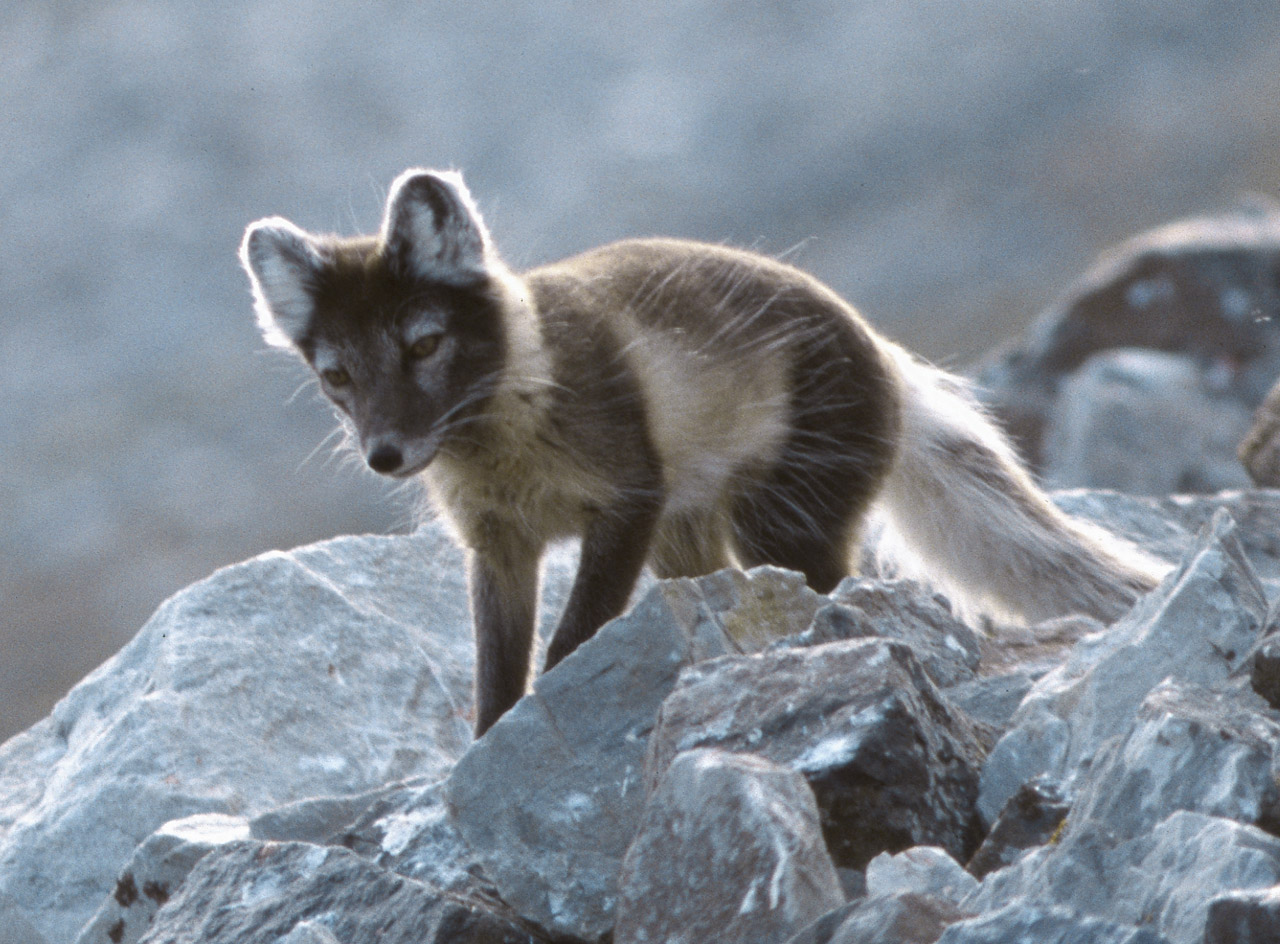
تمويه الثلوج: تمويه الثعلب القطبي بني في الصيف، وأبيض تمامًا في الشتاء

في كتابه الداروينية عام 1889، تكلّم عالم الطبيعة ألفريد راسل والاس عن التلون الأبيض لحيوانات القطب الشمالي. سجل أن الثعلب القطبي، والأرنب القطبي الشمالي، والقاقم (ابن عرس قصير الذيل)، وطيور ترمجان الصخر يغيرون لونهم موسميًا، وقدم «التفسير الواضح» لذلك، وهو الإخفاء. كتب عالم الطيور المعاصر دبليو. إل. إن تيكيل مراجعًا للتفسيرات المُقترحة للريش الأبيض عند الطيور بأنه بالنسبة إلى ترمجان الصخر «من الصعب الهروب من الاستنتاج القائل بأن ريش الصيف البني التمويهي يصبح عبئًا في وجود الثلوج، وبالتالي فإن الريش الأبيض هو تكيف تمويهي آخر». من ثم يضيف «على الرغم من ريش الشتاء الأبيض، قتل العديد من ترمجان الصخر في شمال شرق أيسلندا بواسطة صقور السنقر طوال فصل الشتاء».
في الآونة الأخيرة، ينعكس تناقص الغطاء الثلجي في بولندا، الناجم عن الاحتباس الحراري، على انخفاض النسبة المئوية لحيوانات ابن عرس الصغيرة التي تصبح بيضاء في الشتاء. إذ انخفض عدد أيام الغطاء الثلجي إلى النصف بين عامي 1997 و2007، وكان ما لا يقل عن 20% من أفراد ابن عرس لديهم معاطف شتوية بيضاء. وقد تبين أن هذا نتيجة الاصطفاء الطبيعي من قبل الحيوانات المفترسة باستخدام التمويه غير المتطابق.

### التلوّن المنتشر المتجانس
على حد تعبير باحثي التمويه إينيس كاثيل وأ. سيكيلي، فإن كتاب التلوّن التكيفي عند الحيوانات الذي كتبه عالم الحيوان الإنجليزي وخبير التمويه هيو كوت في عام 1940، «قدّم حججًا مقنعة لأهمية التلوّن في البقاء، وللتكيف بشكل عام، في وقت كان فيه الاصطفاء الطبيعي غير مقبول عالميًا في علم الأحياء التطوري». يجادلان على وجه الخصوص بأن: «التلون المنتشر المتجانس (وهو أحد تصنيفات كوت) الذي شرحه كوت في رسوماته أحد الأدلة الأكثر إقناعًا على الاصطفاء الطبيعي الذي يعزز البقاء من خلال التمويه بهذا الشكل من التلوّن. أوضح كوت أثناء النقاش حول «الضفدع الصغير المعروف باسم ميغاليكسالوس فورناسيني» في فصله عن التلون المنتشر المتجانس، أنه «تكون طبيعة الضفدع المثيرة للانتباه واضحة عندما يُنظر إليه وهو في حالة من الراحة..... وهكذا يجتمع الموقف الذي يكون فيه الضفدع ونظام الألوان اللافت جدًا للنظر لإنتاج تأثير غير عادي، يعتمد مظهره المخادع على انقسام الشكل بأكمله إلى منطقتين متناقضتين بشدة من اللونين البني والأبيض. بالنظر إلى ذلك بشكل منفصل، لا يشبه أي جزء مما نراه أجزاء الضفدع. وعند اجتماعهما معًا في الطبيعة، سيكون الجزء الأبيض وحده واضحًا. هذا يبرز ويصرف انتباه المراقب عن الشكل الحقيقي وشكل الجسم الكامل للفريسة». خلص كوت إلى أن التأثير هو الإخفاء طالما حدث التعرّف على الشكل الخاطئ بدل الحقيقي، مما عاد بالفائدة على الحيوان. تجسد هذه الأنماط، بحسب ما أكده كوت، دقة كبيرة إذ يجب أن تصطف العلامات بدقة حتى يؤدي هذا التنكر وظيفته. أقنع وصف كوت وخاصة رسوماته علماء الأحياء بأن العلامات، وبالتالي التمويه، لا بد أن يكون لها قيمة مهمة في البقاء (ولم تحدث بالصدفة)، علاوة على ذلك، يشير كوثيل وسيكيلي، أن أجسام الحيوانات التي لديها مثل هذه الأنماط يجب أن تكون قد تشكلت بالفعل عن طريق الاصطفاء الطبيعي.

### اسوداد الجلد الصناعي

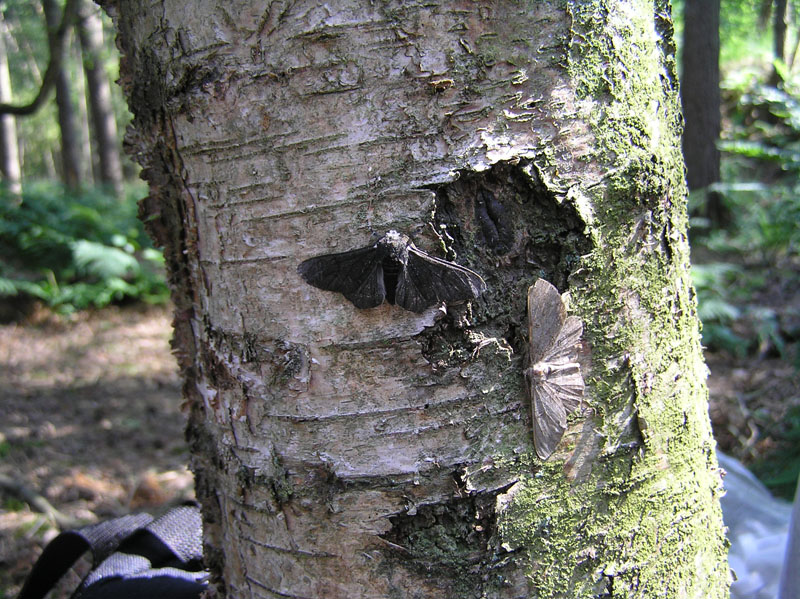
رأي برنارد كتلويل أن التغيرات في الترددات الفاتحة والغامقة للعثة المفلفلة هو دليل واضح للاصطفاء الطبيعي

بين عامي 1953 و1956، أجرى عالم الوراثة برنارد كيتليويل تجارب على تطور العثة المفلفلة. قدم نتائج توضح أنه في خشب حضري يحوي جذوع أشجار داكنة، نجت مجموعات العث الداكن بشكل أفضل من العث الباهت، مما تسبب في صبغة صناعية، بينما في الخشب الريفي النظيف مع جذوع شاحبة، نجت مجموعات العث الباهت بشكل أفضل من العث الداكن. كان المعنى الضمني هو أن البقاء على قيد الحياة كان بسبب التمويه على خلفيات مناسبة، إذ تصيد الحيوانات المفترسة عن طريق البصر (الطيور الآكلة للحشرات، مثل القرقف الكبير المستخدم في التجربة) وتقتل العث الأقل تمويهًا بشكل انتقائي. كانت النتائج مثيرة للجدل بشكل كبير، ومنذ عام 2001 كرر مايكل ماجيروس التجربة بعناية. نُشرت النتائج بعد وفاته في عام 2012، لتثبت عمل كاتلويل باعتباره الدليل الأكثر مباشرة، وأحد أوضح الأمثلة وأكثرها تسهيلًا لفهم آلية عمل التطور الدارويني.

## التنكر

### محاكاة باتيسيان
توفر محاكاة باتيسيان، التي سُميت على اسم الطبيعاني هنري والتر بيتس من القرن التاسع عشر، أمثلة ممتازة متنوعة للاصطفاء الطبيعي. لاحظ عالم الحشرات التطوري جيمس ماليه أن التنكر كان «النظرية الداورينية الأقدم ربما التي لم تُنسب إلى داروين». ملهمًا بكتاب أصل الأنواع، أدرك بيتس أن فراشات الأمازون غير المرتبطة سويًا تشابهت معًا عندما عاشت في المنطقة ذاتها، ولكن تلونها كان مختلفا مع اختلاف المناطق في الأمازون، وهو الشيء الذي لا يمكن أن يسببه سوى التكيف.

### التنكر المولري
التنكر المولري، الذي يتنكر فيه نوعان يتشاركان مفترسًا واحدًا أو أكثر ليقلدا إشارات التحذير الخاصة بالنوع الآخر، هو بالتأكيد نوع من التكيف. وصف فريتز مولر التأثير في 1879 في وصف مميز لكونه أول استخدام لعلم الأحياء الرياضي في علم البيئة التطوري لإظهار قوة تأثير الاصطفاء الطبيعي.

## التحذير اللوني

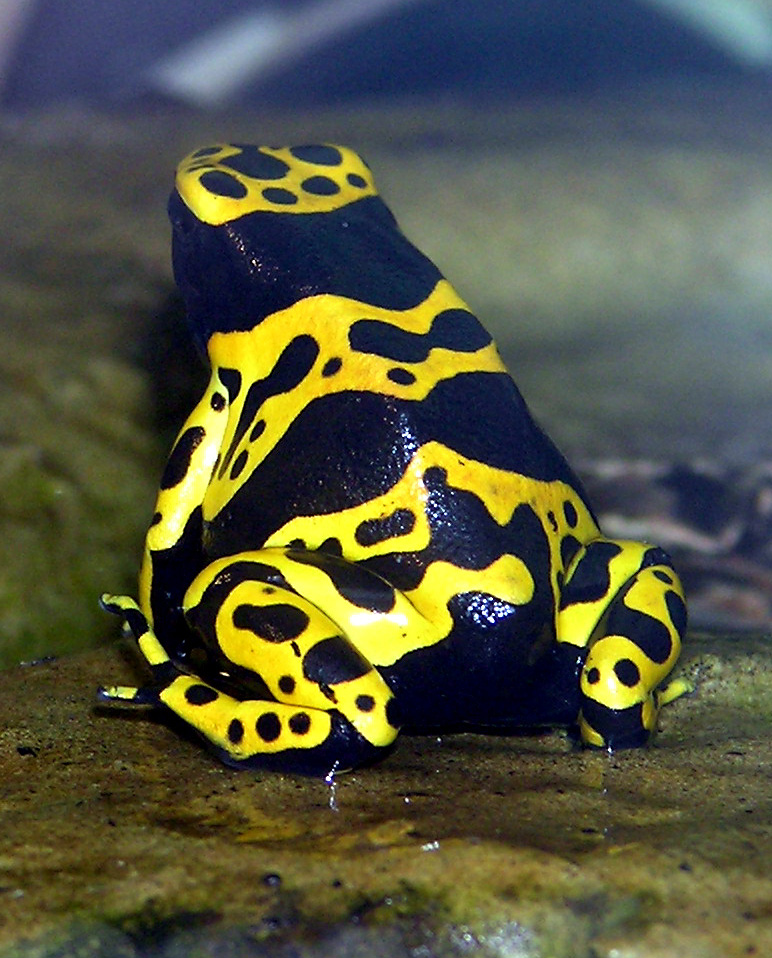
يحمي التنكر اللوني ضفدع السم الرامي.

وصف والاس التحذير اللوني في عام 1867. لاحظ عالم الحيوان التطوري جيمس ماليه أن هذا الاكتشاف تلى «غير منطقيًا» أوصاف تنكر بيتس ومولر، بدلا من أن يكون سابقا لها، إذ يعتمد كلاهما على وجود وفعالية التحذير اللوني. تعلن الألوان والأنماط الواضحة للحيوانات ذات الدفاعات القوية مثل السموم للمفترسات إشارة أن هذا الحيوان لا يجب مهاجمته. يزيد هذا من الصلاحية التكاثرية للفريسة المحتملة موفرًا ذلك للنوع ميزة تطورية قوية. وجود التحذير اللوني الواضح بالتالي هو دليل واضح على أثر الاصطفاء الطبيعي.

## الدفاع عن الداروينية
في كتاب ألوان الحيوانات في 1890، أعاد إدوارد بولتون تسمية مفهوم والاس عن التحذير اللوني، كما أيّد نظريات داورين غير الشائعة حينها عن الاصطفاء الطبيعي والاصطفاء الجنسي. كانت تفسيرات بولتون للتلون داروينية بامتياز. على سبيل المثال، كتب عن التحذير اللوني قائلا:
| التلون دليلا للاصطفاء الطبيعي | قد يبدو في بادئ الأمر أن وجود هذه المجموعة يمثل عقبة في طريق التطبيق العام للاصطفاء الطبيعي. يبدو كما لو كانت التحذيرات اللونية مفيدة للعدو المحتمل بدلا من النوع ذاته، لذا فإن أصل وانتشار سمة تعطي للأنواع الأخرى أفضلية يتعذر تفسيره من خلال الاصطفاء الطبيعي. غير أن النوع يستفيد كثيرًا من التحذيرات اللونية، فإذا تشابه مع محيطه مثل الأنواع الأخرى، فإنه لن يكون فيه شيء يلفت أنظار أعدائه أو يحفز ذاكرتهم، مما يساعد على بقاء النوع. إن هدف التحذير اللوني هو تعليم العدو من جديد، وتذكيره بالأنواع التي عليه أن يتجنبها. إن الميزة الهائلة للنوع تكون واضحة عندما نتذكر أن مثل هذا التعليم السهل والناجح يعني تعليمًا يتضمن تضحية صغيرة. | التلون دليلا للاصطفاء الطبيعي |

لخّص بولتون إخلاصه للداروينية كتفسير للتنكر الباتيسي في جملة واحدة: «إن كل خطوة في اتجاه التغيير التدريجي نحو التنكر في صورة نوع محمي، هي ميزة في الصراع من أجل البقاء».
علق مؤرخ العلم بيتر بولر أن بولتون استخدم كتابه ليشتكي من غياب انتباه التجريبيين عما رآه علماء الطبيعة (مثل والاس وبيتس وبولتون) سمات تكيفية. أضاف بولر قائلا «إن حقيقة أن الأهمية التكيفية للتلون عورضت بشدة توضح بجلاء كم أن مشاعر أعداء الداروينية قد تطوروا. فقط علماء الطبيعية أمثال بولتون رفضوا الاستسلام، مقتنعون أن ملاحظاتهم تظهر صحة الاصطفاء، أيّا كانت المشاكل النظرية».